# Piero Ravagli
Piero Ravagli (Roma, 2 settembre 1937 – Nettuno, 28 dicembre 2015) è stato un fotografo italiano.

## Biografia
Fotoreporter romano attivo da metà anni sessanta agli anni novanta, ha creato un archivio di circa 800.000 immagini fra negativi in bianco e nero e a colori, archivio che è stato dichiarato "d'interesse storico, sociale e politico" da parte del Ministero dei Beni e delle Attività Culturali e del Turismo.
Iniziò la sua attività nel 1949 come ritoccatore di fotografie presso l'Istituto Luce.
Successivamente collaborò, come free lance, con diverse testate giornalistiche della capitale come Il Messaggero, Paese Sera, L'Unità e con l'Agenzia Italia.
Nel corso della sua attività ha documentato lotte sociali e politiche, papati, personaggi del mondo dello spettacolo e della politica e gli eventi culturali del periodo.

## Pubblicazioni
- Storia fotografica di Roma 1950-1962
- Storia fotografica di Roma 1963-1974
- Senza rilevanza

## Mostre
- Un secolo di clic in cronaca di Roma - 1910/2010, i 100 anni del sindacato cronisti romani con dedica ai fotoreporter[2].